# Tell Me...
Tell Me... è un album a nome di Jimmy Knepper Sextet, pubblicato (in Olanda) dalla Daybreak Records nel 1979. 

## Tracce
Lato A
1. Tell Me – 8:17 (Jimmy Knepper)
2. Brewery Boys Blues – 6:28 (Jimmy Knepper)
3. Nearer Me God in G – 8:52 (Tradizionale)

Durata totale: 23:37
Lato B
1. Ecclusiastics – 9:39 (Charles Mingus)
2. I Thought About You – 2:48 (Jimmy Van Heusen, Johnny Mercer)
3. Home – 5:29 (Harry Clarkson, Jeff Clarkson, Peter Van Steeden)

Durata totale: 17:56

## Musicisti
- Jimmy Knepper - trombone
- Dick Vennik - sassofono tenore (eccetto nel brano: I Thought About You)
- Eddie Engels - flicorno (eccetto nel brano: I Thought About You)
- Nico Bunink - pianoforte
- Harry Emmery - contrabbasso (eccetto nel brano: I Thought About You)
- John Engels - batteria (eccetto nel brano: I Thought About You)

Note aggiuntive
- Fred Dubiez - produttore
- Jan Kranendonk - ingegnere del suono